# Leptothorax polita
Leptothorax polita är en myrart som först beskrevs av Smith 1939.  Leptothorax polita ingår i släktet smalmyror, och familjen myror. Inga underarter finns listade i Catalogue of Life.